# アイカ (ハンガリー)
アイカ (Ajka) は、ハンガリーのヴェスプレーム県に所在する町。

## 概要
この地には紀元前1000年頃からケルト人が住んでいたが、2世紀ごろからローマ帝国が征服し、マジャル人が10世紀頃まで統治していた。その後ハンガリー王国、オスマン帝国領ハンガリー、ハプスブルク帝国などを経て次第に発展していったが、大きく発展したのは、19世紀後半に石炭資源が発見されたことと、1920年から1946年まで存在したハンガリー王国の時代であった1930年代にボーキサイト資源が発見されたことにより、急速に発展していった。また、1937年には世界初の、白熱電球に使われるクリプトンの工場がアイカ郊外に建設されている。この際に、新た工業都市化が進められ、4つの村に分かれていたアイカは1960年に合併することとなる。その後、1980年代に東欧革命が盛んに行われ、1989年には汎ヨーロッパ・ピクニックが発生し、1990年に民主主義共和制となったハンガリー共和国となって急速に地域発展が進み、現在に至る。
アイカの名前が付いたのは、ハンガリー王国を統治していたイシュトヴァーン1世および妃のギーゼラに従属していた騎士の名前と言われており、早くとも11世紀から1214年にアイカの名前が記載されていたとされる。

## 観光名所
アイカは元々ハンガリー王国成立時にキリスト教へ改宗したこともあり、教会が多い。また、ガラス工芸の工房も盛んであり、アイカ・クリスタルと呼ばれ親しまれている。
- Tósokberéndのローマ・カトリック教会（バロック後期、1807年から1808年）
- アイカのローマ・カトリック教会（バロック後期、1788）
- アイカの改革派教会（バロック後期、1783年）
- アイカの福音派教会（バロック後期、1786年から1789年）
- スチュワードハウス（領主館、18〜19世紀）
- 鉱業博物館（産業遺産）
- ガラス工場

## 事故等
中央ヨーロッパ夏時間 (CEST) 2010年10月4日12時25分（協定世界時 (UTC) 10時25分）頃、同地の郊外にある「ハンガリーアルミナ生産貿易会社」 (Hungarian Alumina Production and Trading Company) のアルミニウム精製工場にあるアルミニウムを精製する際に発生する酸化鉄(III)の赤泥廃液を貯水する池の堤防が決壊、貯水してあった赤泥廃液約100万立方メートル（3500万立方フィート）が流出し、廃液が周辺地域に流れ込んだ。

## 恐竜
アイカ近郊のIharkútで見つかったバガケラトプス科の角竜、アイカケラトプスの属名にここアイカの名が冠せられている。

## 姉妹都市
- クリストゥル・セクイエスク（英語版）, ルーマニア
- ロヴァニエミ, フィンランド
- ウンナ, ドイツ
- ヴァイツ (オーストリア)（英語版）, オーストリア